# Cerkiew Przemienienia Pańskiego w Smolanach
Cerkiew Przemienienia Pańskiego – prawosławna cerkiew parafialna w Smolanach, w dekanacie orszańskim rejonowym I eparchii witebskiej i orszańskiej Egzarchatu Białoruskiego Patriarchatu Moskiewskiego.
Cerkiew w Smolanach została zbudowana w II połowie XVIII w. Pozostawała czynna do lat 30. XX wieku, gdy została odebrana Rosyjskiemu Kościołowi Prawosławnemu i zaadaptowana na gorzelnię. Obiekt został przywrócony do celów kultowych po II wojnie światowej.
Świątynia reprezentuje typ krzyżowo-kopułowy. Nawa murowano-drewnianej świątyni ma kształt prostokąta, pomieszczenie ołtarzowe zamknięte jest pięciobocznie, przylega do niego zakrystia. Z trzech stron nawę otaczają kryte galerie. Cerkiew ma dwie wieże i usadowioną na dwukondygnacyjnym bębnie kopułę, w której zachowały się osiemnastowieczne wizerunki dwunastu apostołów.